# Ár
| Nombre            | Nórdico antiguo |
| Nombre            | Ár              |
| Nombre            | «abundancia»    |
| Forma             | Futhark joven   |
| Forma             |                 |
| Unicode           | ᛅ U+16C5        |
| Transliteración   | a               |
| Sonido FIA        | [a(ː)]          |
| Puesto alfabético | 10              |
| Ætt               | Ætt de Odín     |

Ár es el nombre de la runa que equivale a la letra «a» exclusivamente en el alfabeto futhark joven, ya que esta función de representar al fonema /a:/ era desempeñada por las runas ansuz y ác en el futhark antiguo y futhorc respectivamente.

## Poemas rúnicos
El nombre de la runa aparece en dos de los tres poemas rúnicos conocidos, significando abundancia:
| Poema rúnico:                                                 | Traducción:                                                                      |
| Noruego antiguo Ár er gumna góðe; get ek at o,rr var Fróðe.   | La abundancia es una bendición para los hombres Yo digo que Frothe era generoso. |
| Islandés antiguo Ár er gumna góði ok gott sumar algróinn akr. | La abundancia bendice a los hombres y un buen verano a la próspera cosecha       |

## Origen

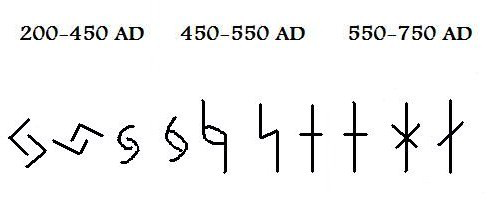
Evolución de la forma de la runa jeran hasta transformarse en ár.

La runa ár procede de la transformación de la runa jeran. Durante los siglos VII y VIII, la j inicial de *jara se perdió en el protonórdico en su evolución hacia el nórdico antiguo, lo que hizo que la runa dejara de representar al fonema /j/ para pasar a representar el fonema /a (ː)/. En ese tiempo el símbolo escrito de la runa era una cruz con trazo largo vertical con otro horizontal en el centro. Su forma siguió evolucionando, durante la última fase del futhark antiguo, la runa jēra pasó a grabarse con un trazo vertical con dos trazos transversales en forma de equis en el centro (), forma idéntica a la ior del futhorc, como aparece en la piedra rúnica de Stentoften. Cuando la runa naudiz se estabilizó en su forma definitiva durante los siglos VI y VII, inclinándose su trazo vertical hacia la derecha (), permitió que se simplificara la runa ár poniéndole sólo un trazo en el medio inclinado hacia la izquierda, dando origen a su forma definitiva () en el futhark joven representando al fonema /a (ː) /, quedando la forma () para representar al sonido /h/ como la runa hagall.
La introducción de la nueva runa ár en el futhark joven transcribiendo el sonido /a(ː) / fue necesaria debido a que existió otro cambio fonético paralelo al anterior que originó que la runa ansuz, que era la que representaba el fonema /a (ː) / en el alfabeto anterior (el futhark antiguo), desplazara su sonido hacia los fonemas /o (ː) / y /ɑ̃/. Este hueco se cubrió en el futhorc también introduciendo otra nueva runa, en este caso una variante de ansuz, ác.